# Materiał miotający

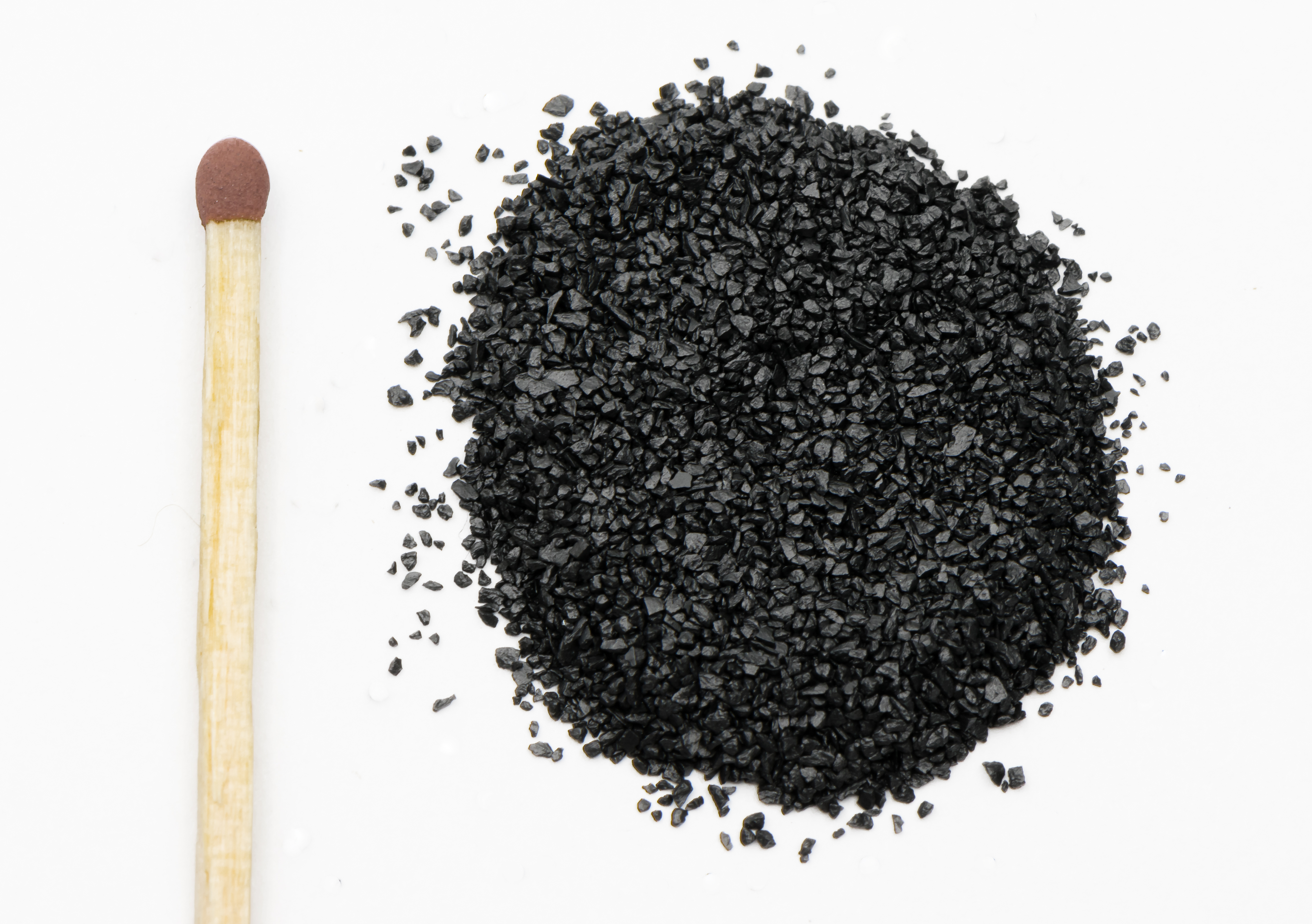
Proch czarny, dawniej najpopularniejszy materiał miotający

Materiał miotający – ładunek materiału wybuchowego, służący jako źródło energii do nadawania prędkości początkowej pociskom broni palnej. 
Najczęściej ma formę ładunku prochowego i wykorzystywany jest również do wyrobu opóźniaczy pirotechnicznych, podsypek prochowych, lontów prochowych. Jedną z form przemiany wybuchowej tego materiału jest spalanie wybuchowe zwane deflagracją, które jest wywołane działaniem środka inicjującego w postaci np. spłonki zapalającej. Materiał miotający dzięki posiadaniu wysokiej gęstości oraz jednolitości i zawartości struktur ziarna prochowego spala się równoległymi warstwami na całej powierzchni z jednolitą szybkością pozwalając programować przebieg wystrzału. Jest zaliczany do materiałów wybuchowych średnioenergetycznych. Jego ciepło spalania wynosi 2,5–5,5 MJ/kg. Różne odmiany prochów nitrocelulozowych i nitroglicerynowych należą do najczęściej stosowanych materiałów miotających.